# サウスポー

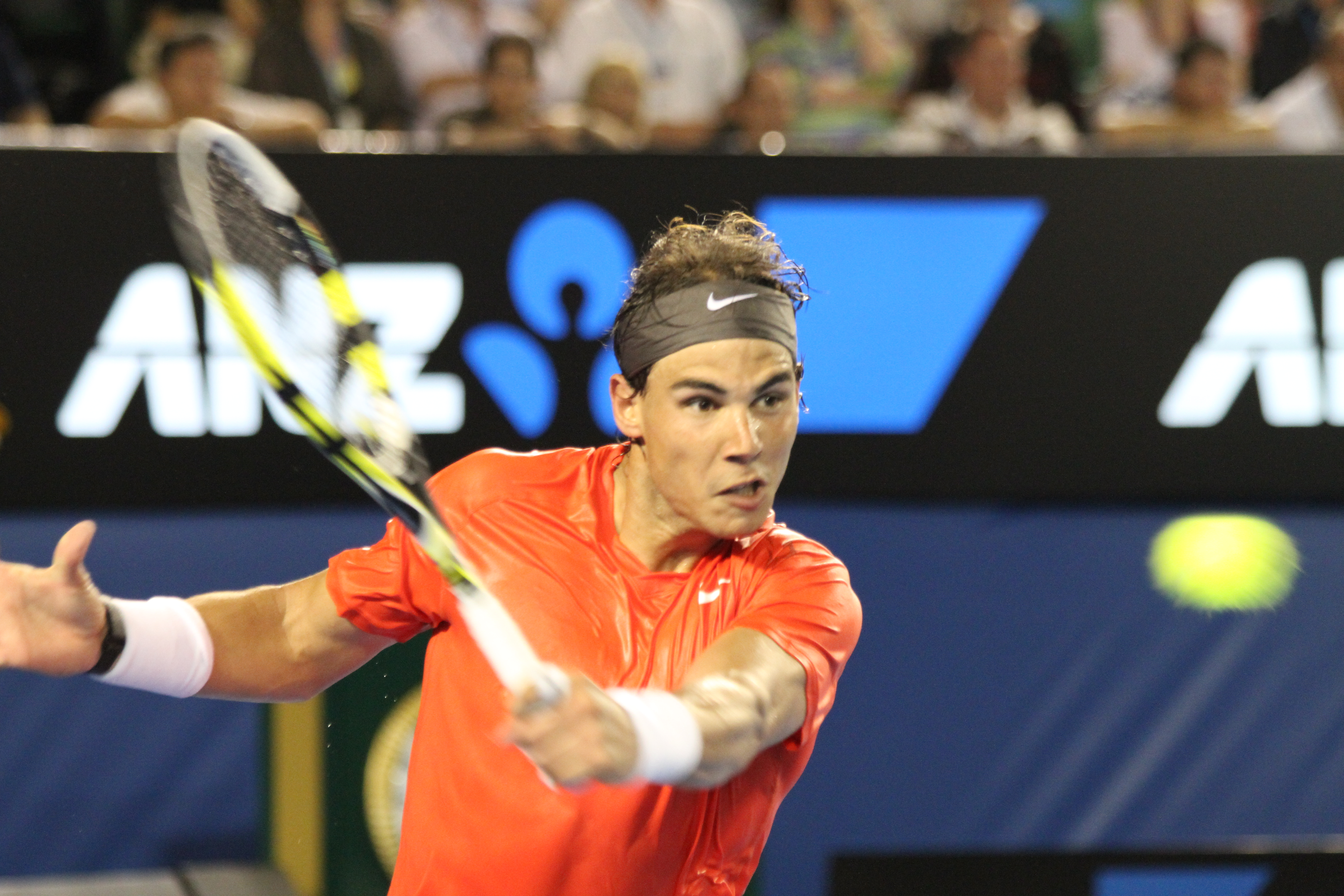
左利きのテニス選手（ラファエル・ナダル）

サウスポー（英: southpaw,southpaw stance）は、野球やボクシングなどスポーツ競技の左利き選手や、楽器などの左利き演奏者のこと。レフティ、レフト・ハンデッドと呼ばれる場合もある。一般的に左利きの割合が少ないため、相手にとって不慣れな対戦相手となり、テニスやフェンシングなど一部のスポーツで有利という説もあるが、ポジションやルールが右利きであることを基準に作られている場合は不利になることもある。

## 語源
英語でサウス（south）は南を、ポー（paw）は動物の前足を意味する。野球場は、午後の日差しが観戦の妨げにならぬよう、バッターからピッチャーを向く方向が東北東になるよう設計されるのが一般的であった（ただしその場合守備はやりにくくなる）。このため左投手は南側の手(paw)で投球することになり、その事から左投手がサウスポーと呼ばれるようになったという説が主流であるが、『The Dickson Baseball Dictionary』にはこの説は幻想に過ぎない、とある。また、アメリカで野球が普及する前の1813年のアメリカのコミック誌でサウスポーという言葉が登場していたこともあり、総合テレビで2017年12月27日に放送された『チコちゃんに叱られる!』では野球場説は否定している（番組内で語源は結局の所「わからない」とされた）。また、アメリカ南部出身の投手に左腕投手が多かったためサウスポーと呼ばれ始めたという説もある。
一方、アメリカの言語学者・辞典編集者であるベン・ジマーは、この言葉が使われた当初「（サウスポーたちが）振るっていたのはバットではなく拳だったと考えておいた方が無難だろう」と述べている。

## 音楽/楽器演奏

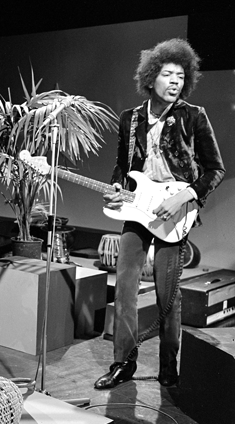
ジミ・ヘンドリックス

楽器のほとんどは右利き用に製作されている。左利き用に構造を逆転させただけの楽器を製作することも可能であるが、特注ゆえに高額となり、あまり使用されない。オーケストラなどに加わって演奏する際には右利き演奏者が多数を占めるため、左利き演奏者も右利き用の「通常の楽器」を使用せざるを得ないのが実情である。なお、バイオリンなどは相当な熟練者の場合は利き腕による有利不利は少ないと考えられるといった説もあるが、カール・フィリップ・エマヌエル・バッハなどは弦楽器を苦手とした。
ロックやブルースでは、ジミ・ヘンドリックス、ポール・マッカートニー、アルバート・キング、オーティス・ラッシュらが有名なサウスポーのプレイヤーである。ジミ・ヘンドリックスは右利き用のギターを左に持ち替え、弦を逆に張り替えて演奏している。調達がしやすく、楽器選択の幅が広がる反面、シングル・カッタウェイが逆になるためハイポジションの演奏で不利になる、ナットの消耗が激しいというデメリットがある。トグル・スイッチやボリューム・ノブの位置が上下逆になることを利用し、ジミは演奏しながらノブやスイッチをコントロールする独特の奏法を確立した。
アルバート・キング、松崎しげるは弦を張り替えずに左に持ち替えているため、コードの抑え方が通常とは上下逆になっている。ベーシストのジミー・ハスリップ（イエロージャケッツ）も同様のスタイルを使用している。
本来は左利きであるが、右用のギターを操るギタリストは多数存在している。ゲイリー・ムーア、スティーヴ・モーズ、ノエル・ギャラガー、INORAN（LUNA SEA）など。
逆に、左利き用のギターを使用しているギタリスト（ベーシスト）の方が珍しく、ポール・マッカートニー、カート・コバーン、ポール・グレイ、オマー・ロドリゲス・ロペス、トニー・アイオミなどごく少数である。
篠原ともえもテレビ番組の企画で、ポール・マッカートニーのオマージュで左用のベースを使用した名残で、左用のベースを使用している。また、リンゴ・スターは左利きでありながらドラムセットを右用に組んでおり、これが独特なロールやタム回しに繋がっている。したがって、右利きが右用のセットでコピーしようとすると苦労を要するフレーズが多い。マイケル・アンジェロは本来左利きであるが、猛練習により右手でも完璧に演奏できるようになった。教則DVDでは右で演奏することが多い。左右どちらでも演奏できるダブルネックギターやマルチネックギターを演奏する事もある。
左利きの音楽家や演奏家は歴史上、多数存在している。パーヴォ・ベリルンドやチャーリー・チャップリンはヴァイオリンを左手で弾いていた（映画ライムライト）。

## 美術
画家、彫刻家ではレンブラント、ロートレック、デューラー、ミケランジェロ、ムンク、ラファエロ、MCエッシャー、レオナルド・ダ・ビンチらがサウスポーだったと言われている。

## 野球

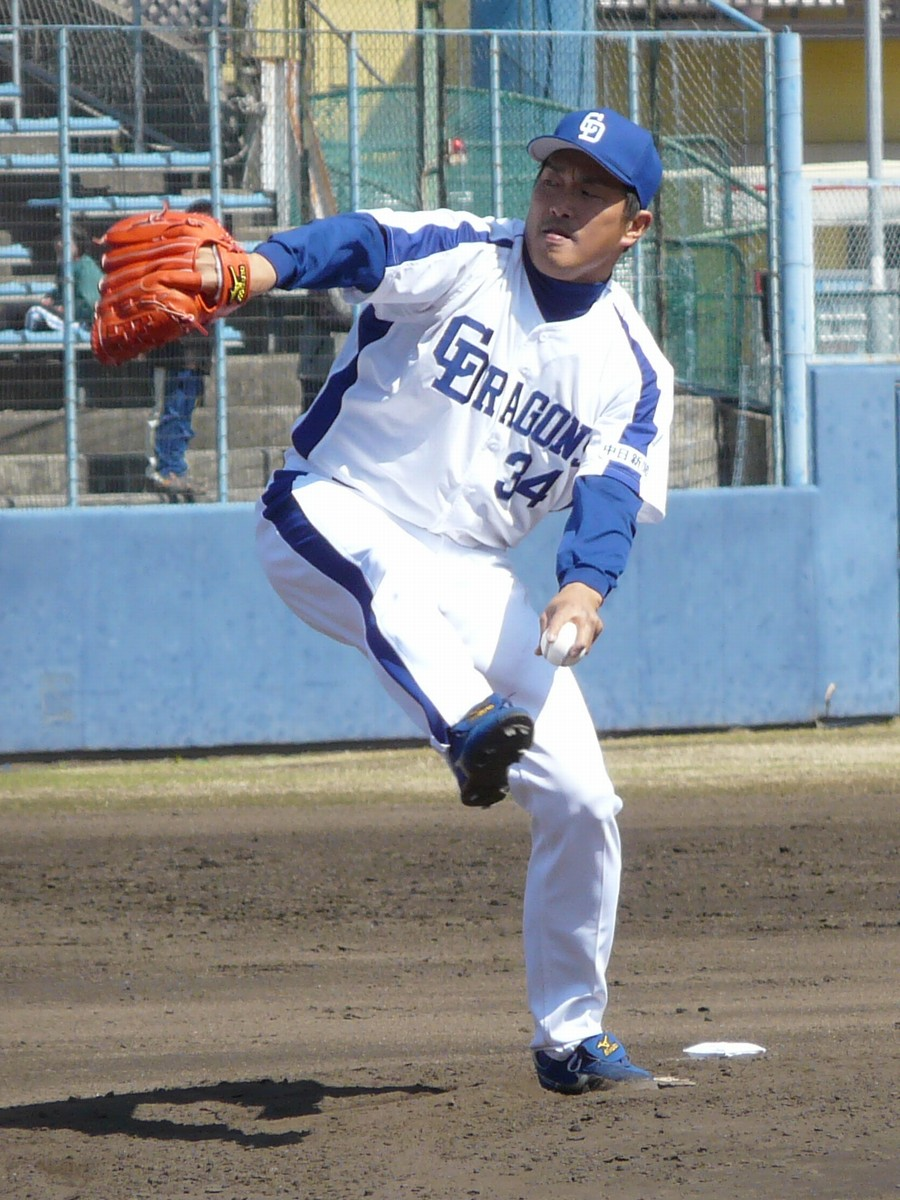
左投げの投手（山本昌）

野球用語でサウスポーとは「左手投げの投手」のことを指す。左腕、左投手、単に左投げとも呼ばれる。一方、打席が左である場合は、サッカーのレフティー同様、必ずしも利き腕の左右と一致していないため、左打者、左打ちと表現することはあっても、サウスポーと呼ばれることはない。「左キラー」「左殺し」という俗称表現は投手、打者両方に用いられる。ただし「左キラーの投手」は左投手であることが多く、「左キラーの打者」は右打者であることがほとんどである。大洋ホエールズの平岡一郎は、王貞治を抑えるためのワンポイント・リリーフとして起用され、王に本塁打を一本も打たれなかった。また永射保は「サウスポーのワンポイント・リリーフ」として活躍し、水島新司の『野球狂の詩』やピンク・レディーの大ヒット曲『サウスポー』の主人公のモデルと言われている。
元来は右利きであるが、左打者に対してサウスポー投手が有利だという理由で、左投げに転向する選手も多い。主な例に石井弘寿、井川慶、菊池雄星、江夏豊（兄の勧めによるもの）、柴原洋・杉内俊哉、福敬登（3人とも親の方針）、今中慎二・石井一久（両名とも初めて貰ったグラブが左投用だったこと）、野村弘樹（『巨人の星』に憧れた）、鈴木啓示、中村良二、福浦和也（3名とも右腕を故障したために左投げに転向）がある。
プロ野球において左投げの野手は守備の負担が比較的軽いとされる一塁手と外野手にポジションがほぼ限定されるため、かつての王貞治や張本勲、現代では松中信彦やイ・スンヨプのように打撃に重点を置く選手が多い。日本では左投げ野手は打席において有利と言われる左打ちを選択する場合が圧倒的に多く、高校野球以上のレベルでは「左投げ右打ち」の野手は極めて珍しい存在である。米国でも通算4,000打数以上の打者では、リッキー・ヘンダーソンを含めて2人しかおらず、稀有な存在である。近年では2008年にシルバースラッガー賞を受賞したライアン・ラドウィックが左投右打の打者として有名である。
一塁への牽制は、右投手が背中越しに一塁走者の二盗を警戒しなければならないのに対し、サウスポーは正面から走者を威嚇出来る（さらに一塁手も左投げであれば、お互いに向き合い体を捻らない自然な姿勢でキャッチボールが出来る）。ただしボールの軌道上、左打者に強く右打者に弱いとされている。そのため、野球チームによっては相手の先発投手の利き腕によってスターティングメンバーを大きく入れ替えるプラトーン・システムを採用する。
左投手が左打者に対した場合は、投手有利であるとされる。中でもサイドスローのサウスポー投手の投球軌道は左打者にとって極めて見にくくなる。そのため、野球チームによっては左のワンポイントなどと称される特定の左打者を打ち取るためだけに登板するリリーフ投手を擁する。
左打者は右打者とは逆に、絶対数が多い右投手の投球が見やすい。また左打席は右打席よりも一塁に近く、打った後に体が自然と一塁側に向くため走塁においては有利になる。イチローは、これを利用して内野安打を多く打ち高打率を残した。このため右利きの右投げでありながら左打ち（あるいは左右両打席で打てるスイッチヒッター）である野手は比較的多い。投げる腕を意図的に変更するのは非常に困難であり数も少ないが（後述）、打席を変更するのはそこまで難しくないのも多い要因といえる。
守備動作の特性上、捕手と一塁手を除く内野手は右投げを要求される場合が大多数である。内野手（とくに一塁までの距離が遠い三塁手と遊撃手）は一塁方向への送球が左利きでは遅れる、捕手の場合は左投げでは打者が右打席に立つことが多いため打者と重なり盗塁阻止の二塁送球が難しくなる、走者が左側の三塁から帰ってくるためグローブ（ミット）をはめた左手で捕球しないとタッチがしにくく、また怪我のリスクも高い、といった理由である。それゆえ、左利き用の内野手用グラブ、捕手用ミットはほとんど生産されておらず、右利き用よりも高価であるか、特注で製作する必要がある。そのため、元来左利きの選手は守備位置の制約（投手、一塁手、外野手のみ）を受ける事となり、右投げの習得を要求される場合がある。
そのため、元来左利きであるが右投げという選手も実在する。主な例として掛布雅之、藤井康雄、立浪和義、阿部慎之助、田中賢介、鳥谷敬、由規、丸佳浩、畠世周（以上、左打ち）、衣笠祥雄、山崎武司、岩隈久志、片岡治大、坂本勇人、炭谷銀仁朗、野村祐輔（以上、右打ち）が挙げられる。ただし掛布の場合は野球の左打ち修正の際に日常生活の動作を左に変えたらそのまま左利きになったとされる、非常に珍しい例である。坂本は「兄のグローブを使っていた」ことが理由で右投げになった。また松中信彦はアマチュア時代の社会人野球以前は左肩を故障していたため右投げであったが、プロ入り後は左投げに戻した。
投手が打席に立つ場合は、ボールを投げる利き腕を死球や自打球などから守るために右投右打もしくは左投左打を選択するのが主流である。ただし金子千尋、藤川球児、由規や大谷翔平（右投左打）、筒井和也（左投右打）らといった例外も存在する。またごく稀に、左右両方で投げられる投手も存在する（スイッチピッチャーを参照）。

### レフティー野球大会
東京都杉並区では2012年から2019年まで、左投左打の選手だけで試合を行う「レフティー野球大会」を毎年開催していた。走塁ルールが通常ルールとは逆で「三塁」→「二塁」→「一塁」の順に周る。

## 格闘技

### ボクシング
ボクシングにおいては左構え（右足を前に出す構え）の選手を「サウスポー」と呼ぶ。ボクシングにおけるオーソドックスなファイティングポーズは、利き腕の右を後ろに引いてリードブロー（ジャブ）を繰り出す左を前に出す半身の構えであるが、利き腕が左の選手の場合はこれが逆になる。著名なサウスポースタイル・ボクサーとしては、マニー・パッキャオ、マーヴィン・ハグラー、ヘクター・カマチョらがいる。先天的な利き腕は右の選手でも、左構えで戦うコンバーテッドサウスポー（英：converted southpaw）も存在する（例：川島郭志、粟生隆寛）。剣道（西洋剣術のフェンシングも同様）ではボクシングのサウスポーが基本的な構えで、これらの競技の出身者がボクシングに転向した際には身についた左構えを受け継ぐことが多い（例：大熊正二）。左腰に帯剣することが少なくなった現代の競技フェンシングにおいては逆に、ボクシングのオーソドックス（正統派）と称される左足前の構えに合わせて、右利きながら刀剣を左手に持って攻防する例も少なくない。アメリカ合衆国では、サウスポーの選手は右構えの一般的な選手と相対するとリードブローがかち合うことで距離が離れてしまうため、パンチ攻撃のみが認められた国際式ボクシングでは打合いには向かず、派手な打撃戦を好むアメリカの観客には受けが悪い。そのため、かつては左利きの選手を右にコンバートする例が多かった（例：ジョー・フレージャー、オスカー・デ・ラ・ホーヤ）。このようなサウスポーの性格は、映画ロッキーでも主人公の逆境の象徴として演出の一つに利用されている。
原功によれば、machismo（マチスモまたはマチズモ、男性（性）優位主義を意味するスペイン語）を旨とするメキシコなどでは、戦いにおいて条件を対等なものにすることを好み、練習や試合で敬遠されたり急所の肝臓を相手の近くにさらしたりすることを避ける目的でマルコ・アントニオ・バレラのように生来の左利きも右構えにするために伝統的にサウスポーは少なく、これと逆に優位性を追求する日本などでは渡辺二郎（拳法由来）、大熊（剣道由来）、粟生のように右利きの選手を意図的に左構えにしたコンバーテッドサウスポーを仕立てる傾向があるという。また原は、2011年3月末の時点でboxrec.comの記録を分析し、各階級の男子世界王者1,454人のうちサウスポーは214人（15パーセント弱）であること、そのうち多国籍国家のアメリカ合衆国や記録が4地域に分割されているイギリスなどを除く、10以上のサンプルを持つ主要各国において世界王者に占めるサウスポーの比率を比較すると、上位国はフィリピン（約52パーセント、33人中17人）、ドイツ（約33パーセント、18人中6人）、日本（約28パーセント、65人中18人）に次いでパナマ（約26パーセント、27人中7人）、下位国はメキシコ（約13パーセント、109人中14人）に次いでプエルトリコ（約14パーセント、43人中6人）となっていることを報告している。

## キックボクシングなど
ボクシング同様、ムエタイ、キックボクシングでもサウスポー選手が存在する。人体の急所の一つである肝臓は胴体の右側に位置しているため、そこを狙うミドルキックはサウスポーの方が有利となる。他方、サウスポーは肝臓を前に出すことになるため、ボディブローで肝臓を狙われやすいともいえる。いずれにせよボクシング同様にコンバーテッドサウスポーの選手は他の立ち技競技にも存在する。
現代剣道で通常指導される右中段の構えでは右手と右足を前に構え、逆の構えの剣士はほとんど存在しない。通常の右構えで竹刀を振る際、左手を主に使い右手は添える程度で握るのが基本とされる為、左利きはやや有利になるケースもある。

## ゴルフ
左打ちの著名選手は羽川豊、フィル・ミケルソン、マイク・ウェア、バッバ・ワトソンなどが挙げられる。さらに左打ち用のクラブも希少である上、左利きの指導者が少ないことや練習場などでの打席数も少ないなど左打ち選手が不利になることが多い。
なお、ジャック・ニクラスや岡本綾子の様に左利きでも右打ちに矯正する選手もおり、日本男子ツアーでは先述の羽川以降でシード選手となった者は一人もいない。

## テニス
左利きの著名な選手はジミー・コナーズ、ジョン・マッケンロー、ラファエル・ナダル、マルチナ・ナブラチロワ、モニカ・セレシュなどが挙げられる。左利きはサーブやストロークを右利きのバックハンド側に集めやすく、主導権を握りやすい点で有利とされる。

## ボウリング
ボウリングのレーンは本来左右対称ではあるが、右利き選手が多いため　右利きのボールの軌道は、表面のオイルの落ちが多い。左利きの場合　オイルが十分乗った軌道をボールが走ることとなる。このためわずかに左利きが有利とされる。

## バレーボール
バレーボールの場合、アタッカーで左利きの選手であれば、ライトのポジション（オポジット）になることが多い。男子では、山本隆弘・清水邦広・西田有志、女子では、大林素子・長岡望悠らが著名である。また、サウスポー（あるいは両利き）のセッターは、ツーアタックを打つ点で有利である（セッターの試合中の体勢は、ネットを背にして、やや右方向を向いているため）。

## ハンドボール
ハンドボールの場合、左利きの選手はライトのポジション（逆45度、逆サイド）になることが多い。